# A Pantera Cor-de-rosa (filme de 2006)
The Pink Panther (bra/prt: A Pantera Cor-de-rosa) é um filme de comédia e mistério britano-estadunidense de 2006 e uma reinicialização da franquia The Pink Panther, tornando-se o décimo filme da franquia. É também o primeiro filme da Pantera Cor-de-Rosa a ser lançado desde O Filho da Pantera Cor-de-Rosa (1993). Neste filme, o Inspetor Jacques Clouseau é designado para resolver o assassinato de um famoso treinador de futebol e o roubo do famoso diamante Pantera Cor-de-Rosa. O filme foi dirigido por Shawn Levy, estrelado por Steve Martin como Clouseau e também co-estrelado por Kevin Kline, Jean Reno, Emily Mortimer e Beyoncé Knowles.
A Pantera Cor-de-Rosa arrecadou US$ 159  milhões em todo o mundo. O filme foi lançado em 10 de fevereiro de 2006 e foi lançado em DVD e Blu-ray em 13 de junho de 2006. A sequência foi lançada três anos depois, em 6 de fevereiro de 2009.

## Enredo
O inspetor-chefe Charles Dreyfus relata uma partida de futebol entre a França e a China: o técnico francês Yves Gluant chega usando o inestimável anel de diamante Pantera Cor-de-Rosa e abraça sua namorada, a pop star Xania. Depois que a França vence o jogo com morte súbita, Gluant é morto por um dardo envenenado, e o diamante Pantera Cor-de-Rosa desaparece.
Ansioso por vencer a Légion d'honneur, Dreyfus promove o policial desajeitado de uma cidadezinha e o "idiota da vila", Jacques Clouseau, ao posto de inspetor e o designa para resolver o caso da Pantera Cor-de-Rosa. Dreyfus reúne uma equipe secreta dos principais investigadores para realmente resolver o caso, permitindo que Clouseau chame a atenção da mídia como a face pública da investigação. Dreyfus designa Gendarme Gilbert Ponton como assistente de Clouseau para manter Dreyfus informado das ações do inspetor. Ponton faz amizade com Clouseau, que se apaixona pela secretária Nicole Durant.
Bizu, um jogador francês que culpou Gluant por "roubar" Xania dele, é o principal suspeito de assassinato, mas é baleado na cabeça no vestiário do time. Reunindo informações em um cassino, Clouseau encontra o agente britânico 006, Nigel Boswell, que evita um assalto por parte dos "Gas Mask Bandits", usando o sobretudo de Clouseau para esconder sua identidade. Clouseau, por engano, recebe crédito pela ação e é nomeado para a Légion d'honneur, para desgosto de Dreyfus.
Depois que Xania parte para Nova Iorque, Ponton insiste que ela é suspeita porque Gluant a traiu, mas Clouseau afirma que Xania é inocente. Em Nova York, Clouseau descobre seu amor por hambúrgueres. O veneno que matou Glaunt está determinado a ter sido derivado de ervas chinesas, levando Dreyfus a concluir que o assassino é um enviado chinês, o Dr. Pang.
Dreyfus manda um oficial trocar a mala de Clouseau por uma cheia de armas no aeroporto, acionando o detector de metais, e Clouseau é preso por engano devido a sua incapacidade de pronunciar a palavra 'hambúrguer' corretamente (ele tentou contrabandear alguns para o vôo de volta a Paris). Retornando à França, ele é difamado pela imprensa, e Dreyfus retira-o do posto de inspetor. Dreyfus planeja prender publicamente o Dr. Pang no Baile Presidencial, onde ocorrerá uma apresentação de Xania.
Clouseau volta para casa e vê um artigo sobre sua prisão online; deduzindo de uma fotografia da prisão que Gluant e Bizu foram mortos pela mesma pessoa e o assassino terá como alvo Xania em seguida, Clouseau, Ponton e Nicole correm para o Palácio do Eliseu e esgueiram-se para o baile presidencial. Enquanto Dreyfus prende o dr. Pang pelo assassinato de Gluant, Clouseau e Ponton salvam a vida de Xania ao capturar seu suposto  assassino Yuri, o treinador da equipe. Com ciúmes de Gluant e sentindo-se esquecida pelo sucesso do time, Yuri usou seu conhecimento em ervas chinesas, exigido por um estatuto do futebol, para matá-lo, espetando o dardo envenenado no pescoço de Gluant. Yuri matou Bizu por chantageá-lo depois de ouvir as reclamações de Yuri contra Glaunt. Yuri tentou matar Xania por esnobá-lo e por se envolver com Gluant.
Clouseau revela que o Pantera Cor-de-Rosa não foi roubado, mas costurada no forro da bolsa de Xania, que pertencia a Josephine Baker e que Xania estava restaurando. A fotografia da prisão de Clouseau também mostrava um raio-X da bolsa na segurança do aeroporto. Xania confessa que recebeu o diamante de Gluant como um anel de noivado, o que ela achou que poderia torna-lá suspeita no assassinato. Clouseau conclui que Xania é a legítima proprietária do anel, e Yuri é preso.
Para resolver o caso, Clouseau vence a Légion d'honneur. Deixando a cerimônia com Ponton, Clouseau pega o traje de Dreyfus na porta do carro, ficando alheio aos gritos de Dreyfus enquanto ele é arrastado para trás do carro. No outro dia, Clouseau, Ponton e Nicole visitam  Dreyfus no hospital, e Clouseau acidentalmente solta os freios da cama de Dreyfus, que rola pelos corredores do hospital e é jogado no Rio Sena.

## Elenco
- Steve Martin - Jacques Clouseau
- Kevin Kline - Inspetor-Chefe Dreyfus
- Jean Reno - Detetive Gilbert Ponton
- Emily Mortimer - Nicole Durant
- Beyoncé - Xania
- Scott Adkins - Bizu
- Henry Czerny - Yuri
- Kristin Chenoweth - Cherie
- Roger Rees - Raymond Laroque
- Scott Adkins - Jacquard
- Jean Dell - ministro Clochard
- Anna Katarina - Agente Corbeille
- Jason Statham - Yves Gluant
- Clive Owen - Nigel Boswell / Agente 006
- Paul Korda - Pierre Fuquette
- Boris McGiver - Vainqueur
- Charlotte Maier - professora de pronúncia
- Stephen Rowe - joalheiro ilegal
- Andrew Tarbet - segurança aeroportuário
- Delphine Chanéac - recepcionista
- Ralph Drischell - velho cadeirante

## Recepção
The Pink Panther teve uma recepção mista para negativa por parte da crítica especializada. Em base de 35 avaliações profissionais, alcançou uma pontuação de 38 em 100 no Metacritic.

## Prêmios e indicações
MTV Movie Awards 2006 (EUA)
- Recebeu uma indicação, na categoria de Melhor Performance Sexy (Beyoncé Knowles).

Framboesa de Ouro 2006 (EUA)
- Recebeu duas indicações, nas categorias de Pior Atriz Coadjuvante (Kristin Chenoweth) e Pior Remake ou Imitação Barata.